# 格思里 (亞利桑那州)
格思里（英語：Guthrie）是位於美國亞利桑那州格林利縣的一個非建制地區。該地的面積和人口皆未知。

## 地理
格思里的座標為32°56′46″N 109°15′11″W / 32.94611°N 109.25306°W，而該地的平均海拔高度為1047米（即3435英尺）。